# Boston Open 2011
Die Boston Open 2011 im Badminton fanden vom 13. bis zum 15. Mai 2011 im Rockwell Cage des Massachusetts Institute of Technology in Cambridge statt.

## Sieger und Platzierte
| Disziplin    | Gold                                    | Silber                            | Bronze                          |
| ------------ | --------------------------------------- | --------------------------------- | ------------------------------- |
| Herreneinzel | Ilian Perez                             | Tahtat Pojanakanokporn            | Peng Peng                       |
| Herreneinzel | Ilian Perez                             | Tahtat Pojanakanokporn            | Ajit Umrani                     |
| Dameneinzel  | Cheng Wen                               | Shi Xiaoqian                      | Bo Rong                         |
| Dameneinzel  | Cheng Wen                               | Shi Xiaoqian                      | Xu Ya                           |
| Herrendoppel | Leonard Holvy de Pauw Nguyễn Quang Minh | Kyle Emerick Sarun Vivatpatanakul | Sameera Gunatileka Vincent Nguy |
| Herrendoppel | Leonard Holvy de Pauw Nguyễn Quang Minh | Kyle Emerick Sarun Vivatpatanakul | Liu Ke Peng Peng                |
| Damendoppel  | Cheng Wen Shi Xiaoqian                  | Bo Rong Yee Theng Lim             | Xu Ya Hu Yuxiang                |
| Damendoppel  | Cheng Wen Shi Xiaoqian                  | Bo Rong Yee Theng Lim             | Yang Yang Yan Yu                |
| Mixed        | Nguyễn Quang Minh Yee Theng Lim         | Sarun Vivatpatanakul Bo Rong      | Zaw Win Zhang Mingzi            |
| Mixed        | Nguyễn Quang Minh Yee Theng Lim         | Sarun Vivatpatanakul Bo Rong      | Dong Shenhao Hu Yuxiang         |